# マルチキャスト

マルチキャストの概念図

マルチキャスト (multicast) とは、コンピュータネットワークにおいて、決められた特定の複数のネットワーク端末（ノード）に対して、同時にパケット（データ）を送信すること。
一対多で通信を行う場合、配信事業者にとってユニキャストを使用するよりもネットワーク負荷を軽減することが出来るため、情報配信などで使用される。インターネット・プロトコル・スイートでは、主にTCPを用いるユニキャストと異なり、マルチキャストはUDPを使用するため、信頼性が求められる情報通信には向かない。また、マルチキャストを行い、対応するサーバのみが返事をすることによりサービス可能な資源（オブジェクト）の位置を特定出来る。
マルチキャストのパケットの宛先IPアドレスはクラスDが用いられる。
同じく複数のネットワーク端末（ノード）に対して、同時にパケット（データ）を送信する「ブロードキャスト」は不特定多数の端末に送信する違いがある。
また、IPマルチキャストとは、受信者が複数いる場合の"1対多"のデータ通信の際に、経路の共通部分では1つのパケットのみを転送し、経路が分かれるときにそのパケットをコピーすることで効率的に通信できる経路制御方式のことを言う。
- グループに対しての一斉送信
- 冗長リンクを持ちグループで応答する
  - 1台故障してもシステムは生きている ⇒故障透過性・フォールトトレラント性
- 複数の分散データベースの同時更新が可能
  - サーバが複数の隣接サーバと記事を交換し、分散データベース同時更新をする。
  - ただし、履歴を保存し、新しい記事があれば捨てる ⇒複製透過性

詳細はIPマルチキャストを参照。